# Nižná Kamenica
Nižná Kamenica é um município da Eslováquia, situado no distrito de Košice-okolie, na região de Košice. Tem 13,33 km² de área e sua população em 2018 foi estimada em 597 habitantes.

## Demografia
| Ano:        | 1994 | 2004   | 2014    | 2024    |
| ----------- | ---- | ------ | ------- | ------- |
| Broj ljudi: | 473  | 488    | 553     | 718     |
| Razlika:    |      | +3,17% | +13,31% | +29,83% |

| Ano:               | 2023 | 2024   |
| ------------------ | ---- | ------ |
| Número de pessoas: | 683  | 718    |
| Diferença:         |      | +5,12% |